# Abraham Conyedo
Abraham de Jesús Conyedo Ruano (ur. 17 października 1993) – kubański i od 2018 roku włoski zapaśnik walczący w stylu wolnym. Brązowy medalista olimpijski z Tokio 2020 w kategorii 97 kg. 
Brązowy medalista mistrzostw świata w 2018 i mistrzostw Europy w 2020. Wicemistrz igrzysk śródziemnomorskich w 2022. Jedenasty w indywidualnym Pucharze Świata w 2020. Wicemistrz mistrzostw panamerykańskich w 2015. Brązowy medalista MŚ wojskowych w 2025. Wicemistrz igrzysk olimpijskich młodzieży w 2010. Ósmy na mistrzostwach Europy w 2018 roku.